# Lucien Laurent
Lucien Laurent (10 tháng 12 năm 1907 - 11 tháng 4 năm 2005) là một cựu cầu thủ bóng đá người Pháp chơi ở vị trí tiền đạo. Thi đấu cho Pháp, ông đã là người ghi bàn thắng đầu tiên của Giải vô địch bóng đá thế giới.

## Cuộc sống
Laurent sinh ngày 10 tháng 12 năm 1907 tại Saint-Maur-des-Fossés, Val-de-Marne, nằm gần thủ đô Paris, Pháp.

## Sự nghiệp
Giữa năm 1921 và năm 1930, ông chơi cho đội bóng bán chuyên nghiệp Cercle Athlétique de Paris, trước khi được chuyển sang chơi cho Sochaux, sau đó đội làm việc cho công ty sản xuất ô tô Peugeot, nơi ông làm việc. Là một cầu thủ bóng đá nghiệp dư, ông chỉ nhận được các chi phí cơ bản từ Liên đoàn bóng đá Pháp tại Giải vô địch bóng đá thế giới 1930 ở Uruguay.
Tại Sân vận động Pocitos ở Montevideo, Laurent đã làm nên lịch sử khi ghi bàn thắng đầu tiên của World Cup: một cú vô lê ở phút thứ 19 trước Mexico vào ngày 13 tháng 7 năm 1930. Pháp thắng 4-1, nhưng họ đã bị loại ngay ở vòng bảng khi họ đã thất bại trong hai trận đấu trước Argentina và Chile. Laurent đã không thể ra sân trong trận đấu cuối cùng do ông đã bị chấn thương. Bàn thắng của ông vào lưới Mexico cũng là bàn thắng duy nhất mà ông đã ghi được tại kỳ World Cup này.
Chấn thương cũng là lý do khiến cho Laurent không thể ra sân trong trận đấu vòng 16 đội gặp Áo và sau đó ông đã chuyển tới Stade Rennais F.C., thi đấu đến năm 1937, rồi sau đó là RC Strasbourg Alsace đến năm 1939. Laurent đã thi đấu tất cả 10 lần cho đội tuyển Pháp, nhưng ông chỉ ghi được 2 bàn thắng trong hai trận đấu khác nhau.
Khi Chiến tranh thế giới thứ II đến, Laurent đã được gọi vào tham gia lực lượng vũ trang và đã bị Đức bắt làm tù binh. Ông đã trải qua 3 năm như là một tù nhân chiến tranh, đã được phát động vào năm 1943 và chơi bóng đá hai năm còn lại trong chiến tranh. Năm 1946, Laurent giải nghệ sự nghiệp và tiếp tục làm huấn luyện viên và huấn luyện viên trẻ. Ông là cầu thủ duy nhất còn sống trong Đội tuyển Pháp tham dự World Cup 1930 và được xem Pháp vô địch World Cup 1998, và 7 năm sau ông mất tại tuổi 97 ở Besançon, Pháp.

## Bàn thắng quốc tế
Tất cả bàn thắng cho Pháp
| #  | Ngày                | Địa điểm                                       | Đối thủ | Tỉ số | Kết quả | Giải đấu                           |
| -- | ------------------- | ---------------------------------------------- | ------- | ----- | ------- | ---------------------------------- |
| 1. | 13 tháng 7 năm 1930 | Sân vận động Pocitos, Montevideo, Uruguay      | México  | 1–0   | 4–1     | Giải vô địch bóng đá thế giới 1930 |
| 2. | 14 tháng 5 năm 1931 | Stade Olympique Yves-du-Manoir, Colombes, Pháp | Anh     | 1–1   | 5–2     | Giao hữu                           |